# Fiat 1100TV Spider
Fiat 1100 TV Spider  -  дводверний кабріолет, створений на технічній основі Fiat 1100-103 TV, представлений на Женевському автосалоні в 1955 році. 

## Історія створення
Автомобіль був розроблений Фабіо Луїджі Рапі для внутрішньої кузовної майстерні Fiat -  Fiat Carrozzerie Speciali і пізніше виготовлений на цьому заводі. 
На відміну від звичайного FIAT 1100, дизайн був дуже грайливим і був сильно натхненний американськими моделями того часу, аж до легкого хвостового плавника. Однією з найяскравіших особливостей були сателіти-індикатори, що плавали над передніми крилами. Чотирициліндровий рядний двигун об’ємом 1089 куб.см, безпосередньо взятий від Fiat 1100, мав потужність 37 кВт (50 к.с.).
Модель була переглянута ще в 1956 році, і назва моделі тепер була доповнена «E». Подібно до седана, двигун тепер виробляв 39 кВт (53 к.с.). Крім того, надто чутливі індикатори тепер встановлювалися прямо на крило.
Ще через рік 1100 TV Trasformabile був замінений на Fiat 1200 Trasformabile, який все ще базувався на дещо модифікованому кузові. 
Кількість проданих одиниць 1100 TV Trasformabile залишалася невеликою, в основному через ціну.  Навіть великий Fiat 1900 був дешевшим.

## Технічні характеристики
Двигун - 4-циліндровий рядний цикл Отто, передній поздовжній об'ємом - 1089 см³. Потужність 53 кінські сили при 5400 обертах. 
Максимальна швидкість - 145км/год
Вага - 830 кг.